# シチズン電子
シチズン電子株式会社（シチズンでんし）は、山梨県富士吉田市に本社を置く電子機器のメーカー。シチズン時計株式会社の子会社。チップLEDでは世界トップクラスのシェアを持っている。

## 沿革
- 1970年 - シチズン時計と米国ブローバの合弁会社として株式会社ブローバ・シチズンを設立。
- 1977年 - ブローバとの合弁解消、社名を株式会社シチズン電子に変更。
- 1979年 - 香港に腕時計組立工場“Premier Precision Ltd.”（第一精密有限公司）設立。
- 1980年 - 福島県に各種製品の組立を目的として船引精密株式会社（現：シチズン電子船引株式会社）設立。
- 1988年 - 中国における生産拠点として“ Wah Kong Precision (Jiangmen) Ltd. / 華港精密（江門）有限公司”を設立。
- 1991年 - 中国における生産の管理を目的として“Firstcome Electronics Ltd.”（首軒電子有限公司）を設立。新大阪に関西営業所を設立。
- 1993年 - 東京都に東京営業所（現：東京オフィス）を設立。
- 1995年 - 香港に販売会社“C-E (HONG KONG) LTD.”を設立。
- 1996年 - 日本証券業協会（現在のジャスダック市場）に株式を店頭登録。
- 1997年 - 米国に販売会社“CECOL INC.”を設立。
- 1999年 - ドイツに販売子会社“C-E (Deutschland) GmbH”を設立。
- 2004年 - 中国の上海市に販売会社「西鉄城電子貿易（上海）有限公司」を設立。
- 2005年 - シチズン時計の完全子会社化。上場廃止。シチズン電子株式会社へ社名変更。
- 2012年 - 日亜化学工業を割当先とする第三者割当増資を実施（2014年にも実施）。
- 2018年 - 照明用発光ダイオード（LED）の検査データを改竄していたことが明らかになる。社長の郷田義弘が2月9日付で引責辞任[2]。

## 事業所
- 営業所
  - 東京オフィス 東京都品川区西五反田1-23-9
  - 関西営業所 大阪市淀川区西中島5-14-5

## 関連会社
- シチズン電子船引
- シチズン電子タイメル